# António Filipe Camarão

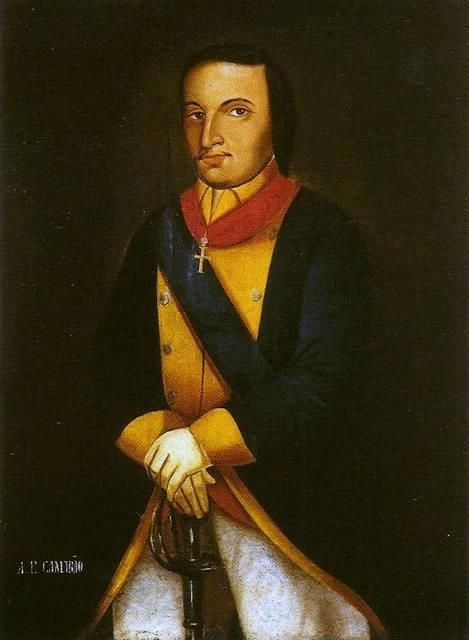
Filipe Camarão, Ölgemälde aus dem 17. Jahrhundert, unbekannter Maler

António Filipe Camarão (oder nur Camarão) (* Anfang des 17. Jahrhunderts; † 24. August 1648) war ein im Dienst Portugals stehender indigener Heerführer und Edelmann in der Kolonialzeit Brasiliens.

## Leben
Antônio Filipe Camarão stammte vom indigenen Stamm der Carijo (oder Potiguara) im heutigen Bundesstaat Rio Grande do Norte. Sein ursprünglicher Name war Poty "Garnele" (pt. camarão). Er bekehrte sich 1614 zum Christentum und nahm dabei seinen portugiesischen Nachnamen an. Neben Portugiesisch in Wort und Schrift beherrschte er etwas Latein, das er während seiner Ausbildung durch Jesuiten erlernt hatte. Er galt als sanftmütig und religiös, besuchte oft die Messe und trug auf seiner Brust stets ein Kruzifix und ein Bild der Jungfrau Maria. Obwohl er gut Portugiesisch sprach, pflegte er mit Fremden und Höhergestellten über einen Übersetzer zu kommunizieren, um ja keinen Fehler zu machen. Obwohl er an zahlreichen Kämpfen teilnahm, wurde er kaum jemals verwundet.
Ab 1630 kämpfte er im Niederländisch-Portugiesischen Krieg in der Região Nordeste als Führer eines indianischen Regimentes gegen die Holländer Niederländisch-Brasiliens. Außer Camarão kämpfte auch der Schwarzafrikaner Henrique Diaz mit seinen Truppen gegen die Holländer. In der für Brasilien entscheidenden Schlacht von Guararapes 1648, welche die Portugiesen gewannen, befehligte Camarão die rechte Flanke der gesamten portugiesischen Armee, Höhepunkt seiner Laufbahn als Heerführer. Er starb kurz nach der Schlacht und wurde mit höchsten Ehren im Camp begraben.
Camarão wurde von König Philipp IV. in den Christusorden aufgenommen und bekam die Titel „Dom“ sowie „Gouverneur und Generalkapitän der Indianer“. Ihm folgte sein Vetter Diogo Pinheiro Camarão nach, der  dem Santiagoorden angehörte.

## Erinnerung

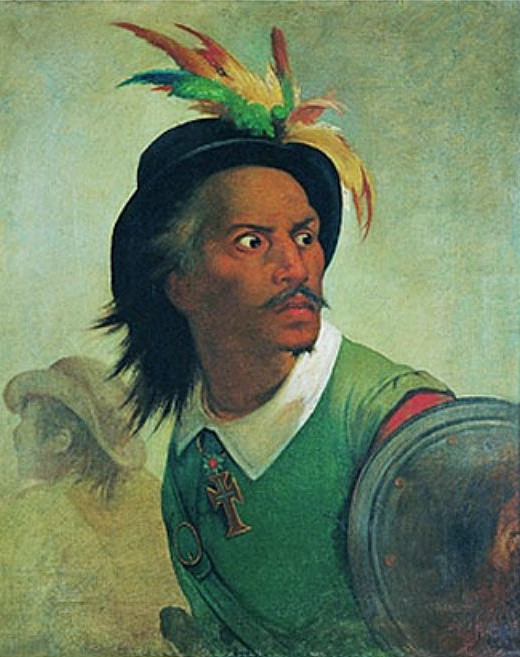
Historisierendes Ölgemälde Camarãos von Victor Meirelles, 1874 bis 1878
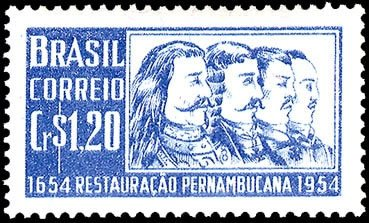
Brasilianische Briefmarke (1954)
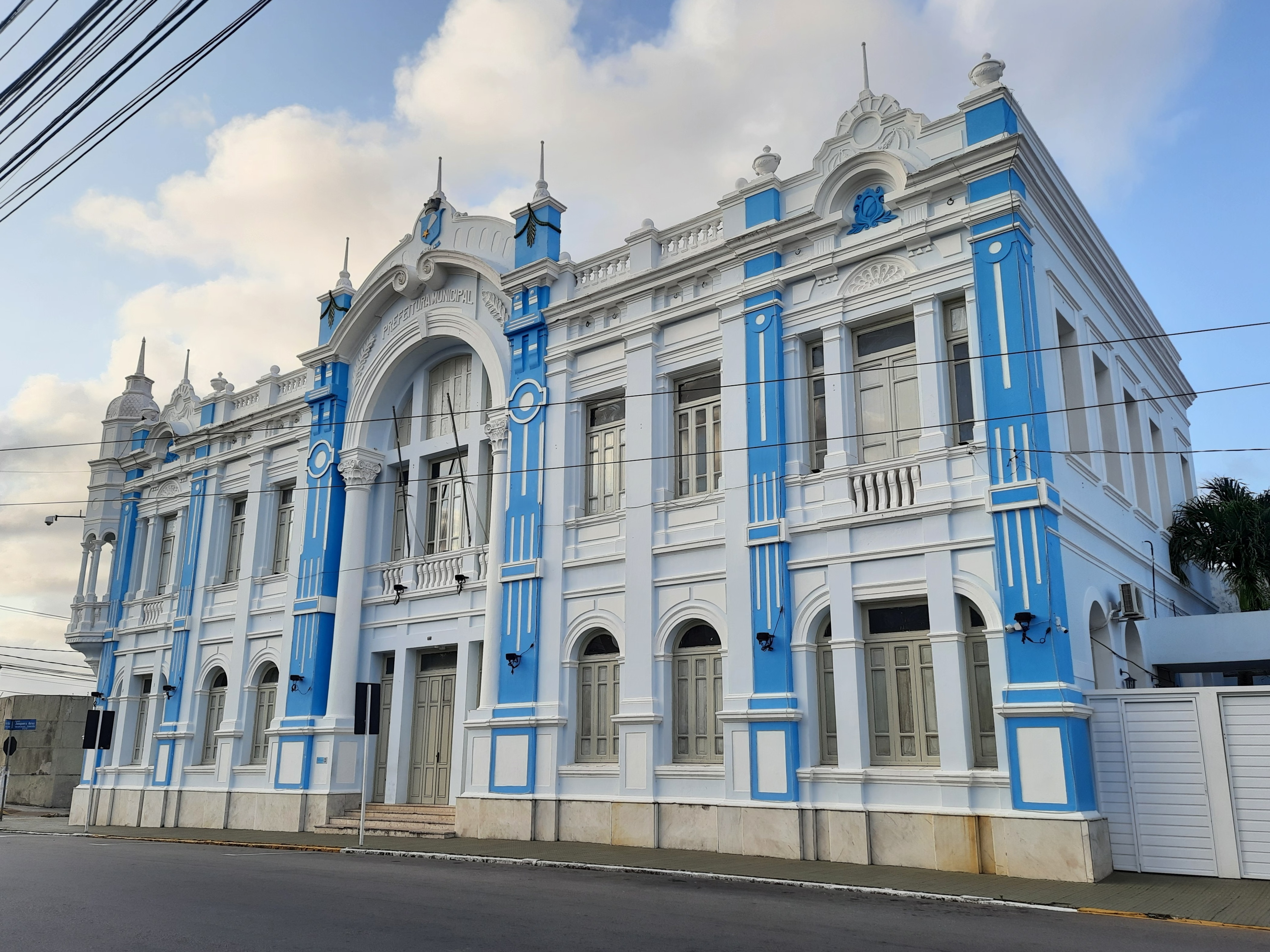
Der 1955 nach Camarãos  benannte Palácio Felipe Camarão in Natal (Brasilien)